# Castello di Schwerin
Il Castello di Schwerin (ted. Schweriner Schloss, XIX secolo) è il simbolo della città di Schwerin, capoluogo del land Meclemburgo-Pomerania Anteriore, nel nord della Germania.
Il castello, in stile rinascimentale francese si trova su un isolotto del Lago di Schwerin (Schweriner See).
È sede del Parlamento (Landtag) del land Meclemburgo-Pomerania Anteriore. Un tempo era sede dei duchi (e poi granduchi) del Meclemburgo e del Meclemburgo-Schwerin.
Il 27 luglio 2024, il palazzo è stato iscritto nella Lista del Patrimonio Mondiale dell'UNESCO come parte dell'insieme residenziale. Con circa 200.000 visitatori all'anno, è una delle attrazioni più famose della Germania.

## Storia

### Dalle origini al Quattrocento

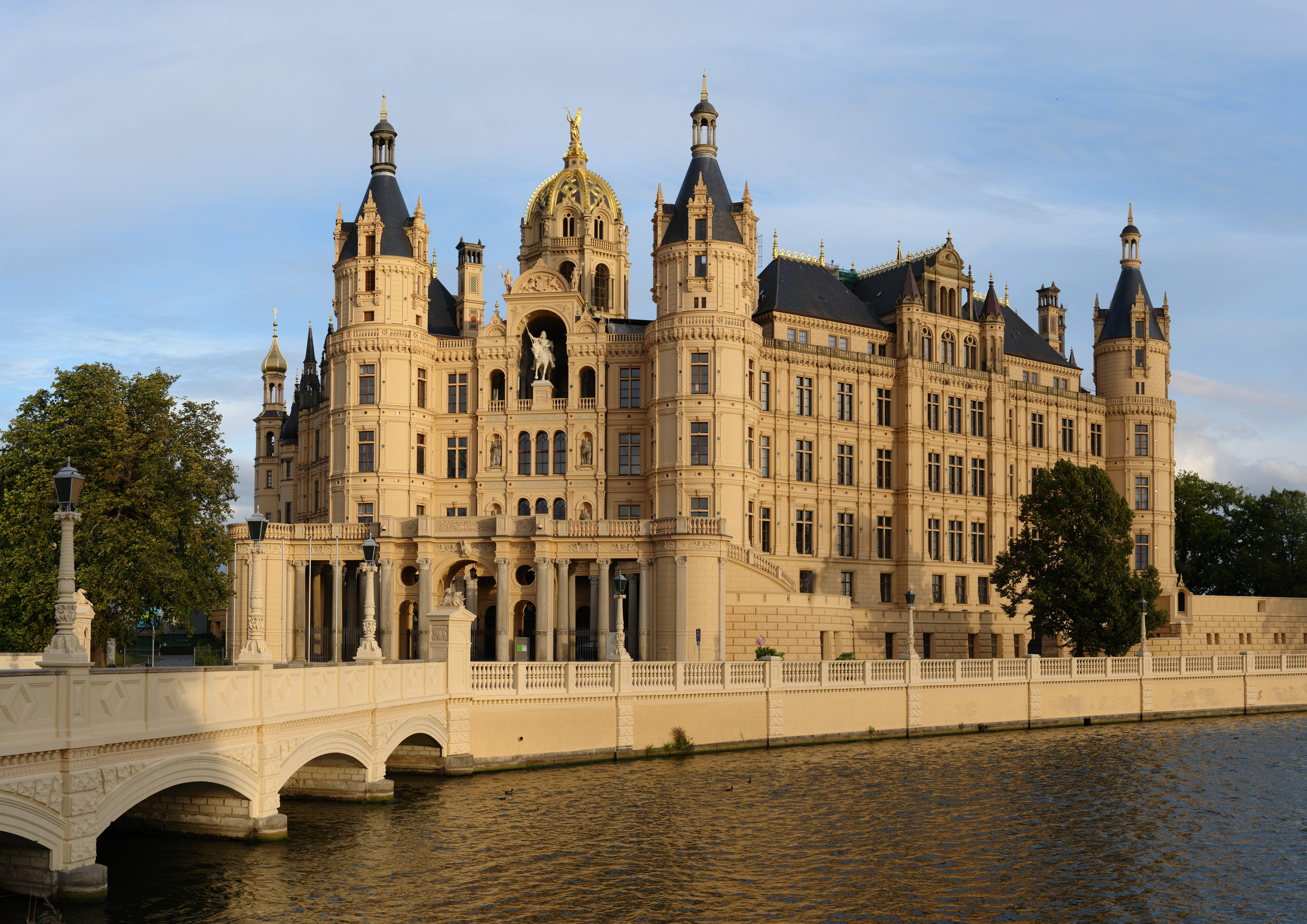
La facciata principale del castello con il ponte che lo unisce alla terraferma

Della presenza di un castello in loco si ha notizia già dal 965, secondo quanto riferito dal commerciante arabo Ibrahim ibn Ya'qub, il quale fu tra i primi personaggi appartenenti al mondo islamico a viaggiare per i territori degli Slavi in Europa. Il castello all'epoca era in realtà una città fortificata altomedioevale (Rocca di Meclemburgo) come molte altre nel continente europeo; si trovava dove ora sorge il comune di Dorf Mecklenburg ed era di proprietà della locale tribù degli Obodriti.
Nel 1160 il forte divenne l'obiettivo di conquista da parte di alcuni nobili tedeschi che erano intenzionati ad espandere i loro territori ad est. Lo scontro avvenne tra i germanici guidati da Enrico il Leone (1129-1195) e gli Obodriti guidati da Niklot. Il castello finì per essere distrutto ma i tedeschi occuparono l'area e scacciarono l'antica tribù. Ad ogni modo, anche i conquistatori germanici riconobbero l'importanza strategica e l'interesse estetico che destava l'isola su cui il castello era costruito ed incominciarono quindi la costruzione di un nuovo forte. La fondazione della città di Schwerin ebbe luogo nello stesso anno e divenne poi sede di un vescovato. Nel 1167, Enrico il Leone cedette la contea di Schwerin ad uno dei propri vassalli, Gunzelin von Hagen, mentre il resto del paese intorno alla città fu restituito al figlio di Niklot, Pribislavo, formando in tal modo il primo nucleo della casata ducale regnante sino al 1918.
Nel 1358 l'area di Schwerin (che nel 1348 era stata elevata a ducato) venne acquistata dai discendenti di Niklot, che trasferirono la loro sede dalla Rocca di Meclemburgo al castello di Schwerin, collegando ad esso i loro possedimenti nel Meclemburgo. Il periodo vedeva artisticamente l'ultima fioritura del gotico classico e come tale anche la fortezza venne trasformata in questo periodo in un grande castello di rappresentanza, grazie anche alle favorevoli condizioni economiche della famiglia regnante. Originale di quest'epoca è la Bischofshaus ("Casa del vescovo") che si è conservata intatta sino ai nostri giorni.

### Il XVI secolo: da castello a residenza

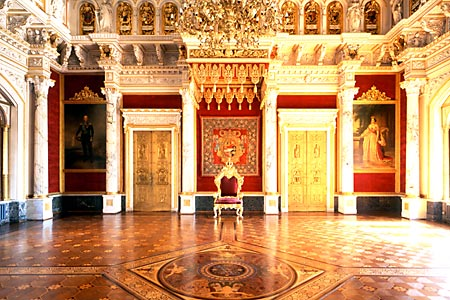
Il trono del granduca di Meclemburgo-Schwerin

Sotto il governo del duca Giovanni Alberto I di Meclemburgo-Schwerin (1525-1576), il castello subì molte importanti variazioni strutturali. Il castello perse ormai ogni forma difensiva rilevante e venne trasformato in un palazzo con eleganti decorazioni in terracotta, materiale largamente usato per tutto il rinascimento e che a Schwerin giungeva da Lubecca.
Alcuni anni dopo aver risistemato il castello, dal 1560 al 1563, Giovanni Alberto ricostruì completamente anche la cappella privata che si trovava nella struttura ed essa divenne anche la prima chiesa protestante di stato, data la conversione del principe alla nuova fede. L'architettura era ispirata alle chiese di Torgau e Dresda. Il cancello, in stile rinascimentale veneziano, venne realizzato in questa stessa epoca da Hans Walther (1526-1600), uno scultore fatto pervenire appositamente da Dresda. Decorazioni vennero applicate anche sulle finestre della facciata a nord che illustrano scene bibliche del noto artista Willem van den Broecke (1530-1580).
Malgrado tutto si sentì comunque la necessità di difendere il castello e, oltre alla naturale locazione, venne decisa la costruzione di alcuni bastioni nella parte nord-occidentale, sud-occidentale e sud-orientale i quali vennero realizzati da architetti italiani e, pur dopo tante modifiche, permangono sino ai nostri giorni.

### I secoli XVII e XVIII

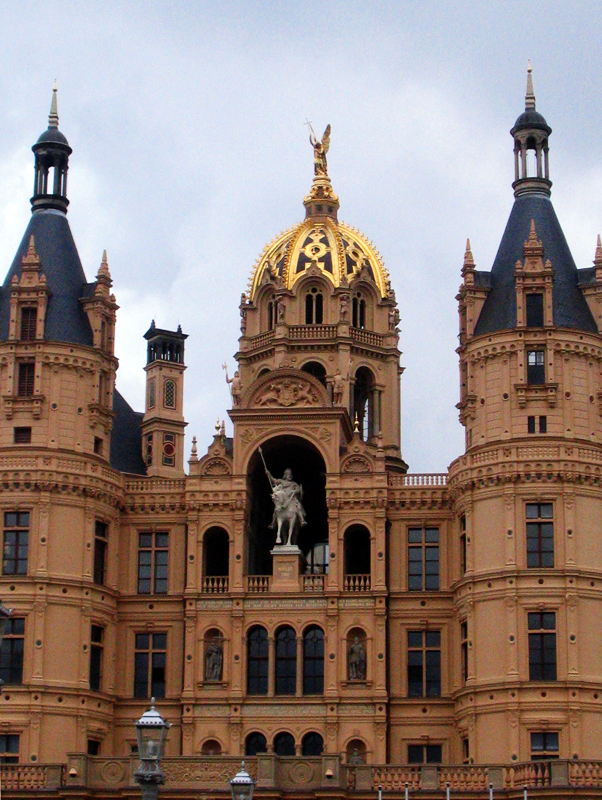
Facciata del Castello di Schwerin

Prima dello scoppio della guerra dei trent'anni, l'architetto Ghert Evert Piloot, che era entrato al servizio dei duchi di Meclemburgo nel 1612, realizzò alcuni progetti per una completa ricostruzione del castello in stile rinascimentale olandese. I lavori iniziarono nel 1617 sotto la sua supervisione, ma presto dovettero fermarsi a causa della guerra incombente e vennero ripresi tra il 1635 ed il 1643 ed oggi di questo stile si conservano la casa sopra le cucine del castello e la sezione sopra la cappella.
Durante questo stesso periodo venne costruito, non lontano dalla cappella, un locale per accogliere la collezione di dipinti posseduta dal duca, che fu ampliata nei secoli successivi. Altra costruzione ascrivibile a questo periodo fu il Teepavillon (Padiglione del tè).
Con il cambio dell'assetto politico la corte si spostò al castello di Ludwigslust nel 1756.

### L'Ottocento e la rinascita del castello

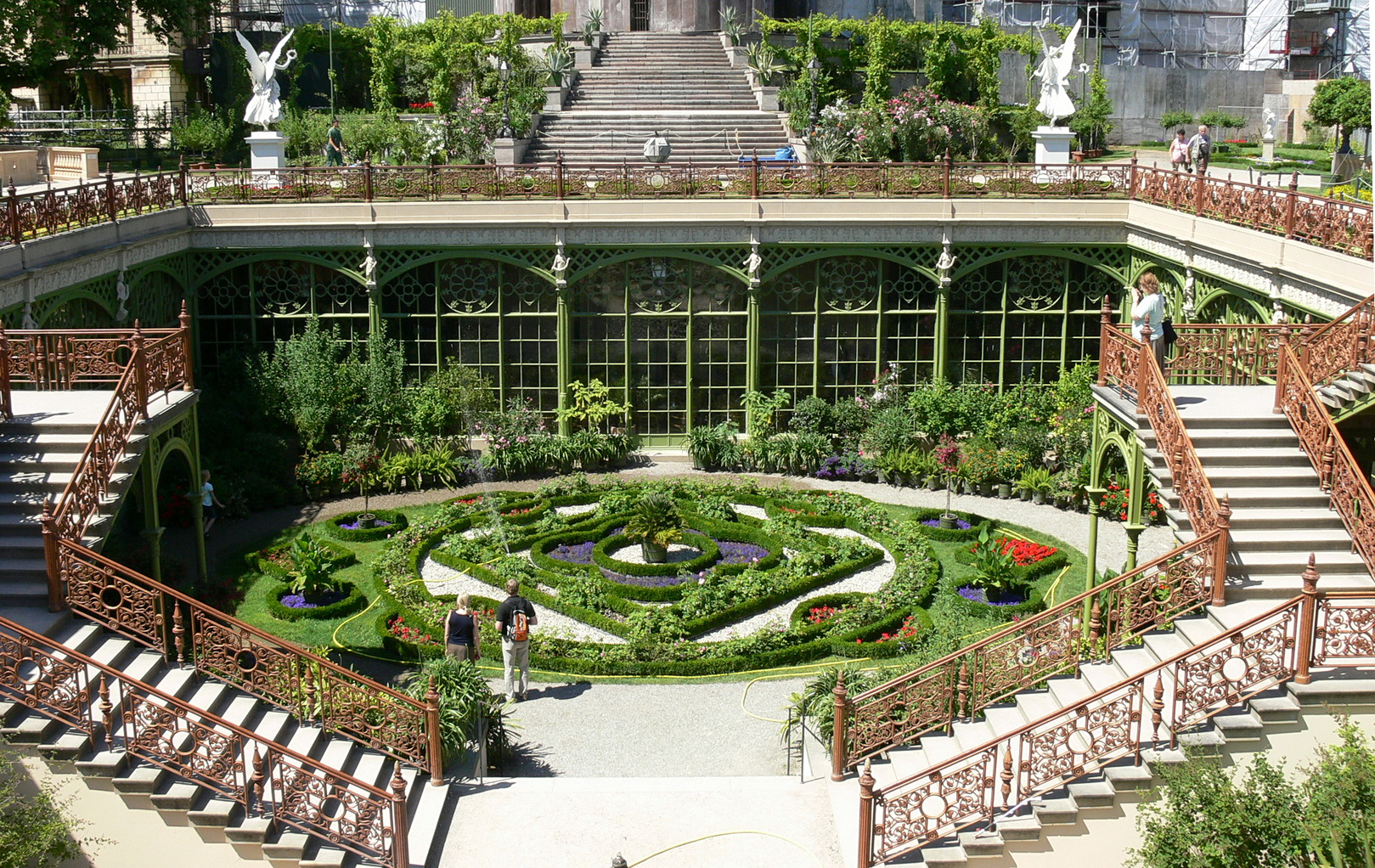
L'orangerie del castello

Nel 1837 la residenza ducale venne portata nuovamente al Castello di Schwerin, ma la struttura si trovava in condizioni pessime. Il risultato di secoli di rimaneggiamento era una struttura poliedrica negli stili, affatto incongruente e quasi antiestetica.
Il granduca Federico di Meclemburgo-Schwerin (1800-1842) decise la ricostruzione del castello e ne affidò il progetto al proprio architetto, Georg Adolph Demmler (1804-1886). In seguito la costruzione venne portata avanti dal suo successore, Federico Francesco II (1823-1883), che decise di far realizzare una completa ricostruzione del sito. Solo alcune parti del XVI e del XVII secolo vennero mantenute nel progetto.
L'architetto di Dresda, Gottfried Semper (1803-1879), ed il berlinese Friedrich August Stüler (1800-1865) non riuscirono a convincere il duca con i loro progetti, anche se Demmler trovò una nuova ispirazione nello stile rinascimentale francese, che piacque molto al sovrano, che non disdegnò di riprendere lo stile del castello di Chambord e la costruzione iniziò nel 1843 terminando nel 1851.
Il suo successore ai progetti, Stüler cambiò nuovamente alcune cose nel progetto includendo sulla facciata una nicchia con la statua di Niklot a cavallo sotto una pomposa cupola. Per il disegno degli interni venne scelto il berlinese Heinrich Strack (1805-1880).

### Il castello oggi
Nel dicembre del 1913 un pericoloso incendio scoppiò nel castello e lo danneggiò in gran parte. La rivoluzione del 1918 portò all'abdicazione del granduca, ma all'epoca solo la parte esteriore della struttura era già stata completata. Non più residenza principesca, il castello divenne successivamente un museo e dal 1948 fu sede del parlamento. La Repubblica Democratica Tedesca rese l'area una scuola di agraria dal 1952 al 1981 e l'Orangerie divenne un museo tecnico dal 1961. Dal 1981 al 1993 la struttura divenne nuovamente un museo per poi divenire nuovamente sede del parlamento del Meclemburgo-Pomerania Anteriore, che tuttora qui si riunisce.
Il 27 luglio 2024 il complesso della Residenza è stato inserito nella Lista dei patrimoni dell'umanità dell'UNESCO durante la quarantaseiesima sessione del comitato del patrimonio mondiale, diventando il cinquantaquattresimo sito tedesco del patrimonio dell'umanità. 

## Galleria d'immagini

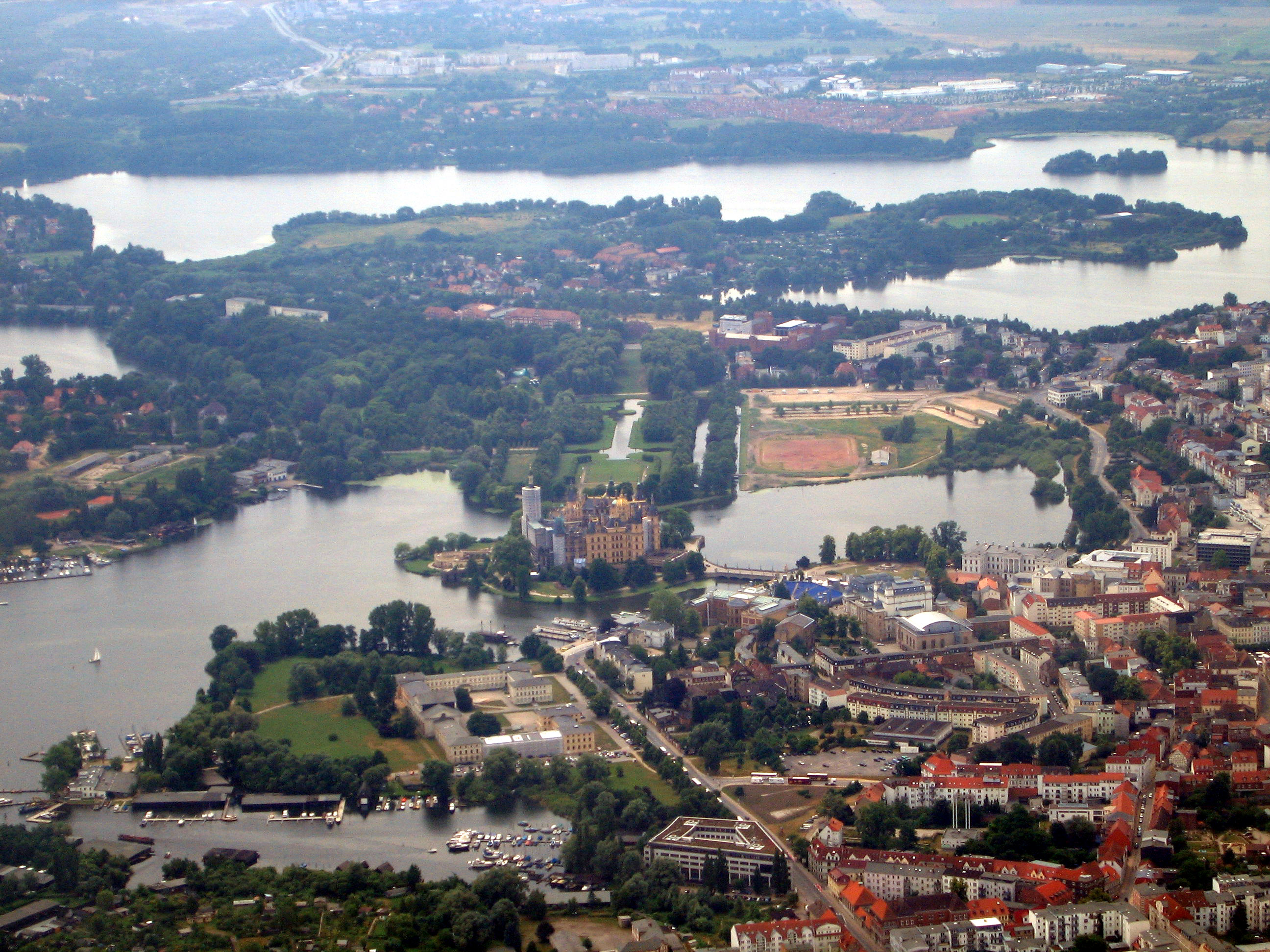
Veduta aerea del Castello di Schwerin
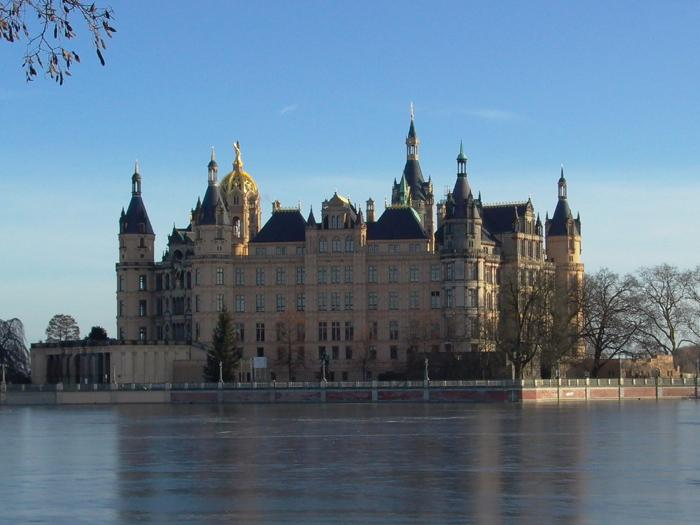
Veduta del retro del castello di Schwerin
Veduta del Schlossgarten
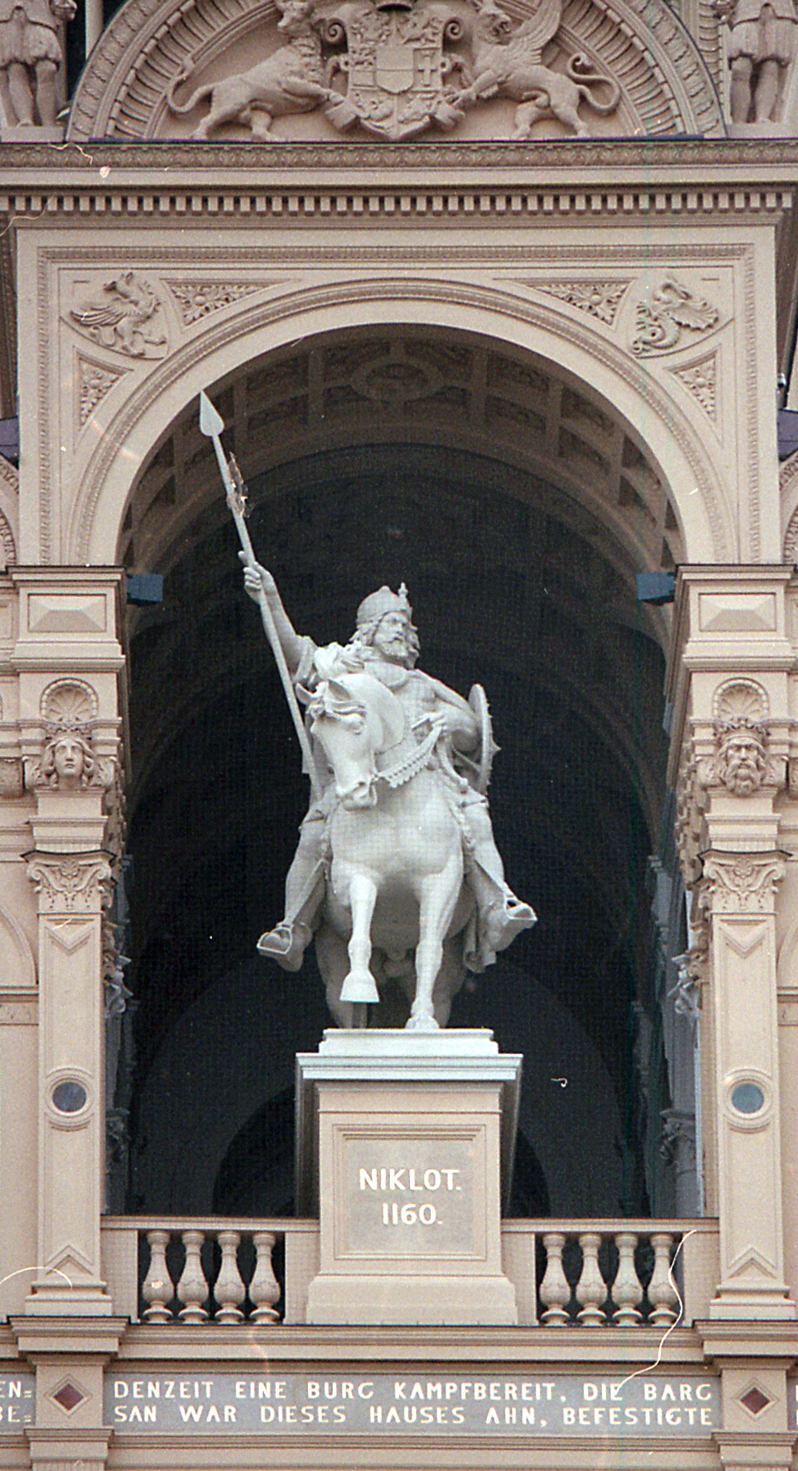
La statua di Niklot sulla facciata del castello
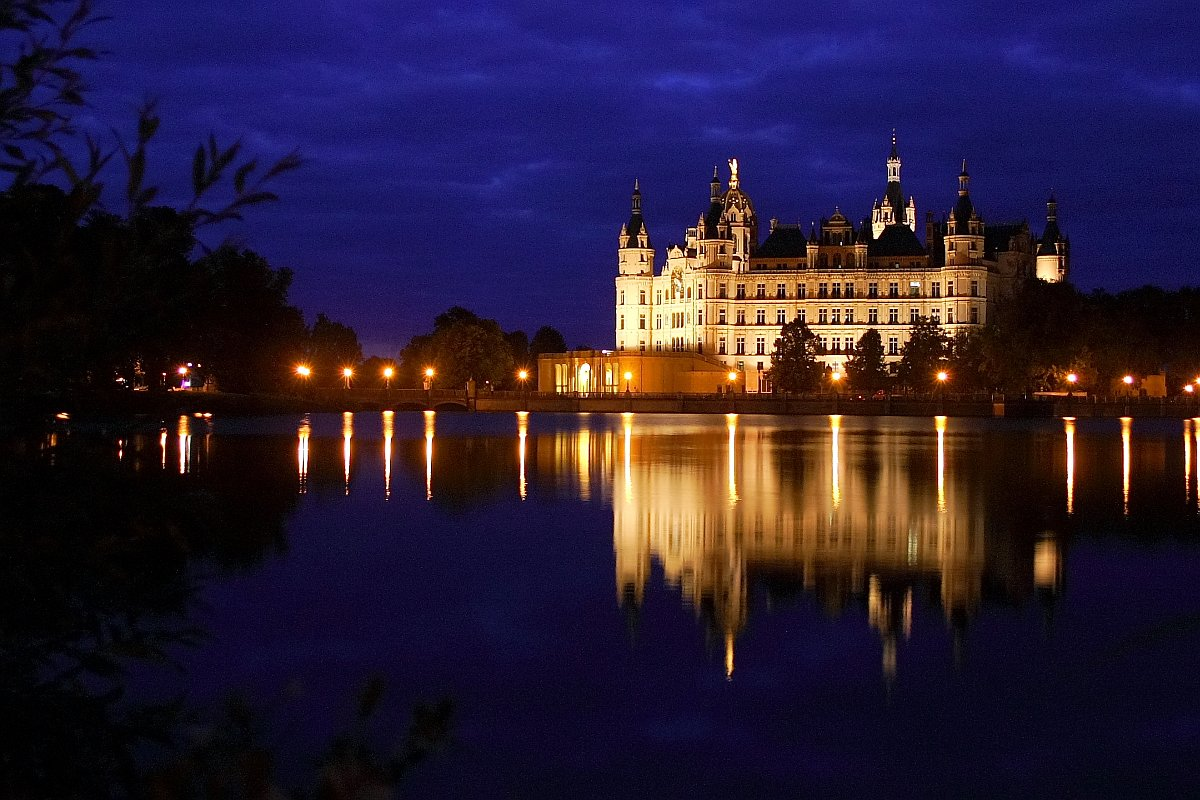
Il castello di notte
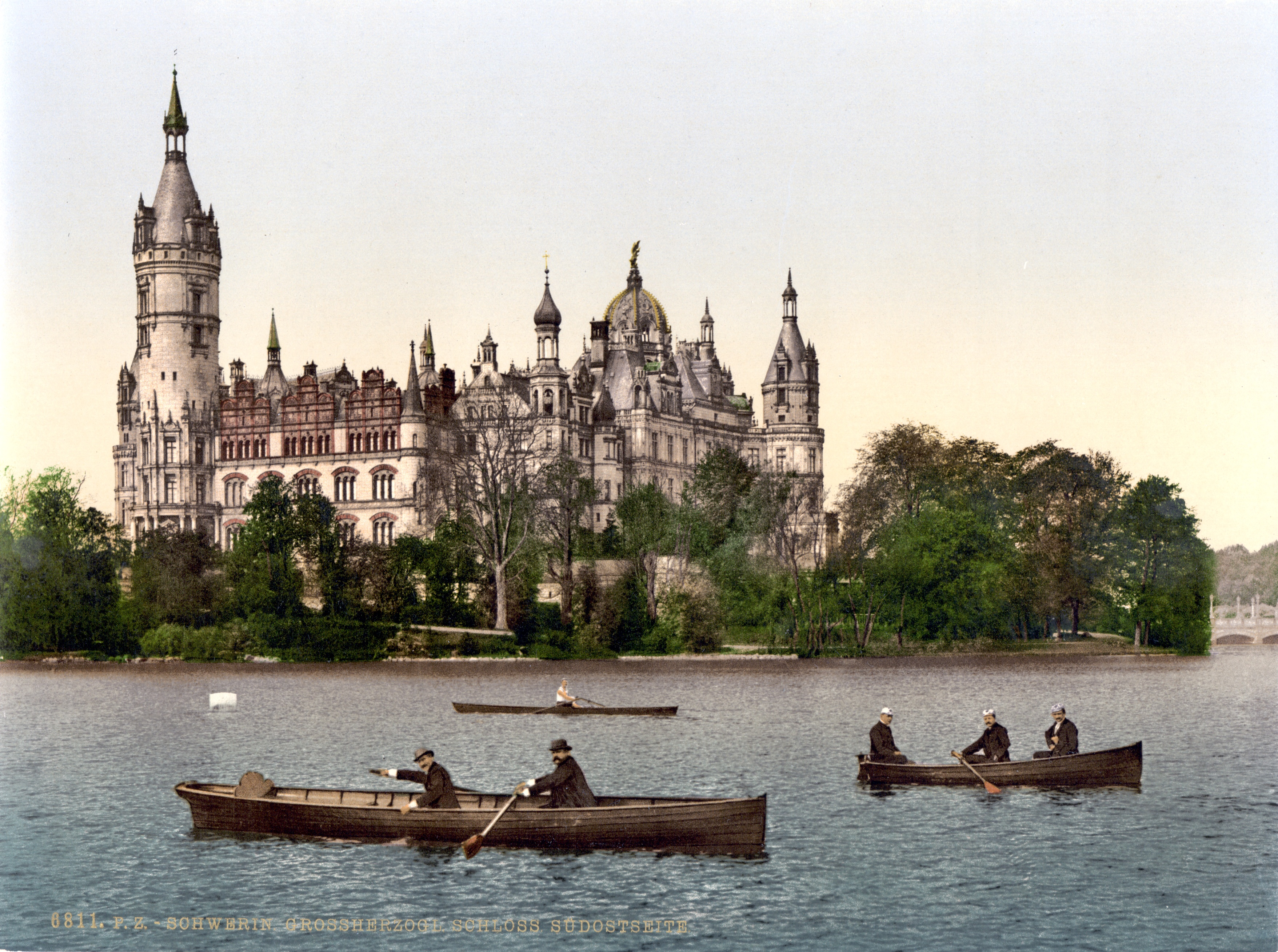
Un'immagine del XIX secolo

## Note

Moneta dedicata al castello